# Volčje, Brežice
Volčje este o localitate din comuna Brežice, Slovenia, cu o populație de 103 locuitori.